# アシガバート・モノレール
アシガバート・モノレール（英: Ashgabat Monorail）は、トルクメニスタンの首都アシガバート市にあるオリンピック村のモノレール路線である。
当路線は、トルコ企業のポリメクス (Polimeks) によって、2012年より建設が開始されている。
路線延長は5,138m、高架は地上6 - 20mの高さに位置し、オリンピック村周辺に駅が8駅設置される予定である。
当路線では、車両長25メートルのインタミン製鉄道車両を使用することが計画されている。
当路線は、中央アジア内で最初のモノレール路線となる。